# Dipturus ecuadoriensis
Dipturus ecuadoriensis is een vissensoort uit de familie van de Rajidae. De wetenschappelijke naam van de soort is voor het eerst geldig gepubliceerd in 1941 door Beebe & Tee-Van.